# Pernis (stacja metra)
Pernis – stacja metra w Rotterdamie, położona na linii C (czerwonej). Została otwarta 4 listopada 2002. Stacja znajduje się w Pernis.